# Проминь (Луганская область)
Проминь (укр. Промінь) — село, относится к Сватовскому району Луганской области Украины.
Население по переписи 2001 года составляло 20 человек. Почтовый индекс — 92652. Телефонный код — 6471. Занимает площадь 0,623 км². Код КОАТУУ — 4424085504.

## Местный совет
92652, Луганська обл., Сватівський р-н, с. Петрівка, майдан Злагоди, 7  (укр.)